# Absorbeur d'humidité

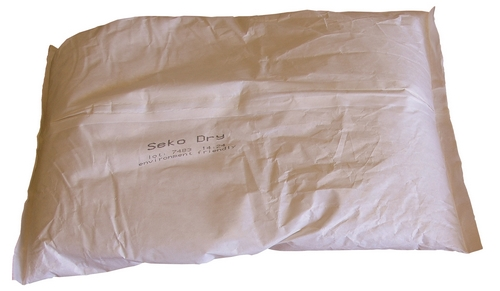
Un absorbeur d'humidité.

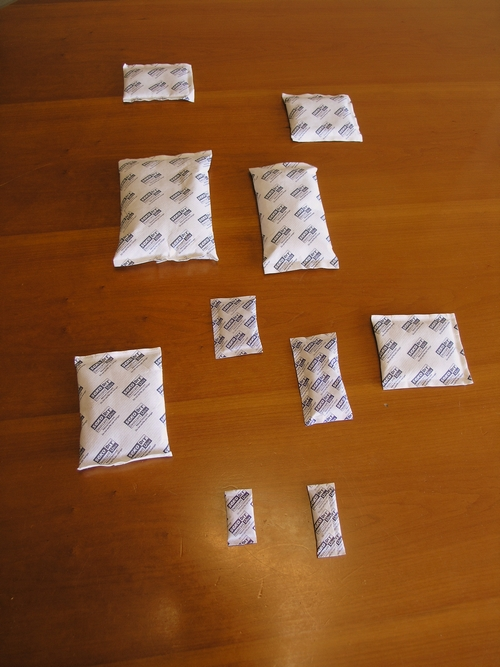
Divers modèles de sachets déshydratants.

Un absorbeur d'humidité, ou sachet déshydratant, est une pochette qui accompagne des préparations alimentaires ou des colis destinés à l'exportation (transport maritime…).
Le dispositif absorbe l'humidité de façon à prolonger la conservation. Sous forme de pochette, cela permet une protection efficace contre l'oxydation, la corrosion, le mottage des poudres, les moisissures et toutes les dégradations liées à l'humidité, et ainsi la protection et la conservation de denrées alimentaires telles que le cacao, le café, le thé, le riz, les farines, les eaux minérales, l'alimentation animale, mais aussi les pièces métalliques, les conserves, le tabac ou encore les tissus.
De nombreux dispositifs de précision (appareils photos, jumelles, instruments de musique, disques durs, etc.) sont préservés des dégâts de l'humidité (buée, grippage, etc.) par des sachets absorbeurs durant leur transport et même dans leur étui de rangement.
Les comprimés effervescents, quand ils ne sont pas en emballage individuel mais en tube, sont protégés de la détérioration par un bouchon qui emprisonne des cristaux absorbeurs.

## Fonctionnement
La pochette est à base de gel de silice ou d'argile déshydratée activée. L'absorbeur d'humidité est composé d'un mélange de poudres absorbantes, conditionné dans une poche perméable à l'air et imperméable à l'eau. Précaution d'emploi : les sachets ne doivent pas être posés sur des surfaces métalliques oxydables ou en cuir qu'ils détérioreraient irrémédiablement par l'eau qu'ils accumulent.
Pour que les marchandises voyagent ou soient stockées en toute sécurité, il faut que le taux d'humidité relative soit compris entre 40 et 50 %. Il existe des sachets absorbeurs capables de réguler ce taux d'humidité.

## Composition

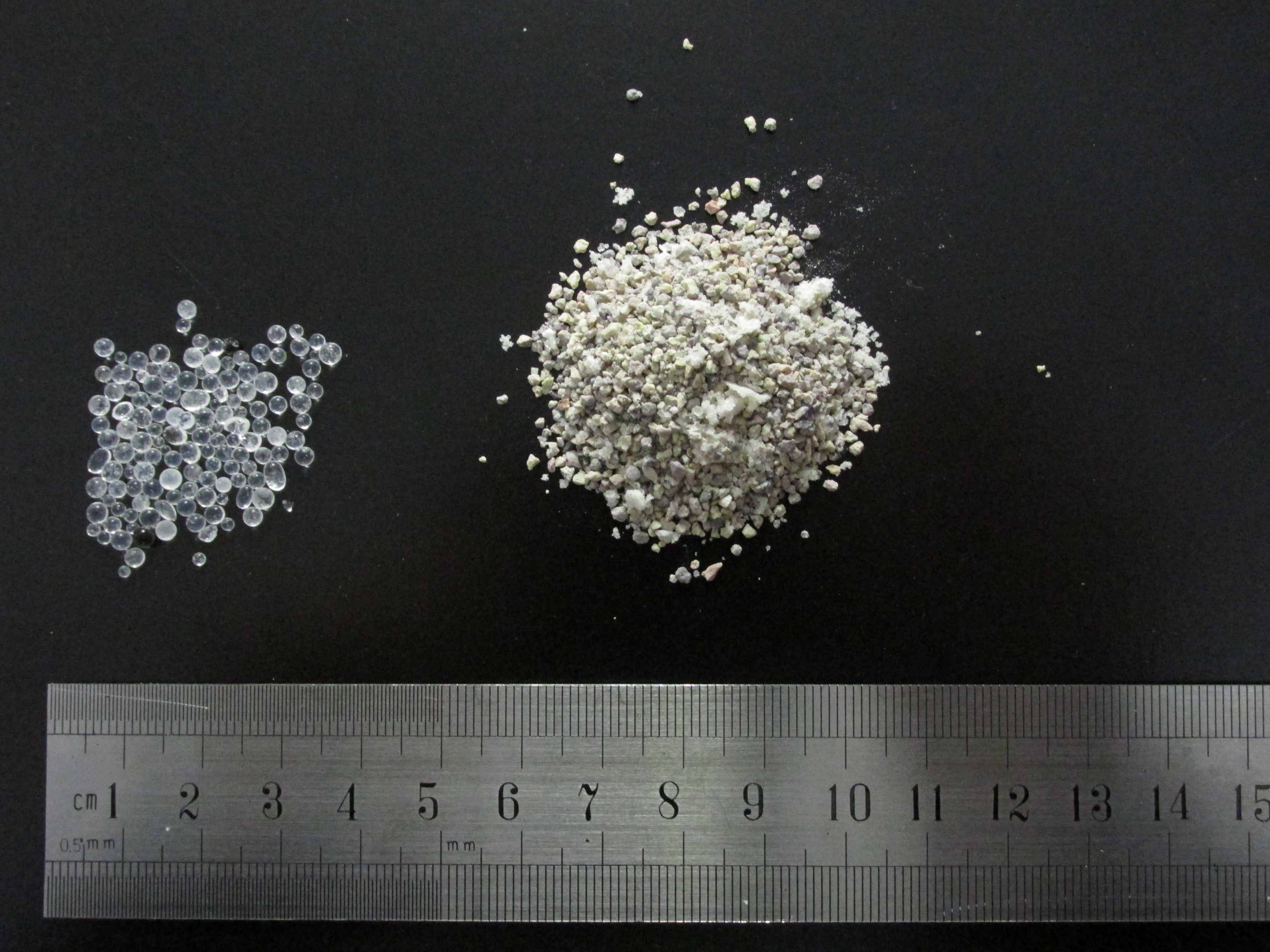
Billes de gel de silice (gauche) et poudre d'argile (droite), sèches.

Parmi les produits absorbant ou adsorbant l'humidité, on trouve le gel de silice, le sulfate de magnésium, le chlorure de calcium, le sulfate de calcium, le chlorure de lithium, les zéolithes (tamis moléculaires). À noter également que l'on mettait des grains de riz dans les salières avant que l'incorporation d'un anti-agglomérant (E535, E536) ne se généralise dans le sel de cuisine.